# NGC 3875
NGC 3875是一个位于狮子座的透鏡狀星系，距离地球3.25亿光年，1785年4月27日由威廉·赫歇爾发现，属于獅子座星系團 。